# Магазинников, Иван Владимирович
Иван Влади́мирович Магазинников (21 февраля 1980, Могилёв — 1 февраля 2021) — российский писатель-фантаст, геймдизайнер, сценарист.

## Биография
С золотой медалью окончил художественную школу. Получил два высших образования: инженер-конструктор автомобилей и системный программист.
Работал в студии Katauri Interactive геймдизайнером игры King’s Bounty. Легенда о рыцаре и сценаристом Космические рейнджеры 2: Доминаторы. Кроме указанных игр, осуществлял работу над Ash of Gods, Devoid of Shadows, Insomnia the Ark, Exotanks.
Записывал лекции по гейм-дизайну для школы сценаристов «Нарраторика».
Публиковал дневник разработчиков King’s Bounty. Легенда о рыцаре в журнале PC Игры, публиковал цикл юмористических рассказов «Бюрократия» в журнале «Лучшие компьютерные игры».
Последние годы жил в Калининграде, занимался гейм-дизайном, выпускал книги в жанрах боевой фантастики и ЛитRPG.
Умер 1 февраля 2021 года в Калининграде в возрасте 40 лет от инсульта.